# Jens Arentzen
Jens Arentzen (født 2. marts 1958, død 22. november 2022) var en dansk skuespiller, instruktør, manuskriptforfatter og foredragsholder med mere end 50.000 publikummer om året.
Arentzen havde sin filmdebut som den voksne Ulrik i tv-serien Matador. I 1979 uddannede han sig fra Aarhus Teaters Elevskole og senere på Den Danske Filmskoles manuskriptlinje.
Jens Arentzen kendes ligeledes fra en række biroller i film som De uanstændige, Midt om natten, Ballerup Boulevard og Dybt vand. På tv spillede han en af hovedrollerne i 1980'ernes populære tv-serie: Een gang strømer... Han har også medvirket i tv-serien Taxa i 1997 og kortfilmen Haletudsen fra 2004 og lagt stemme til tegnefilmfigurer i blandt andet tv-serien Dyrene fra Lilleskoven.
I 1995 debuterede han som instruktør på tv-filmen Lille John og fik i 2000 en Robert for sin novellefilm Solen er så rød.
Med en bred vifte af erfaring inden for film- og teaterbranchen underviste Jens Arentzen på de danske skuespillerskoler samt Den Danske Filmskole. Han har også udgivet Skuespillerens Værktøjer fra 2001, som er fire 30 minutters film om skuespillerteknik, produceret af Haslund Film / DR. Skuespillerens Værktøjer udkom i bogform på Forlaget Frydenlund i 2002.
I 2013 sendte DR2 fire afsnit af Erkendelsens Time. Her tager Jens Arentzen seeren med ind bag facaden hos danskere, der på overfladen ligner os andre, men som alle bærer rundt på en tung byrde. De fortæller hudløst ærligt om en barndom med alkohol, misbrug, overgreb og forladthed. Men også om styrke, livsvilje og en ufattelig evne til at overleve og til at give modgangen kamp til stregen.

## Roller
- Princess af Anders Morgenthaler, Zentropa, 2006.
- Ghark i Strings af Anders Rønnow Klarlund, Bald Film/Nordisk Film, 2004.
- Bølle i Manden Bag Døren af Jesper W. Nielsen, Angel Films, 2003.
- Richard i Grev Axel af Søren Fauli, Cosmo Film, 2001.
- Rico i Dybt Vand af Ole Bornedal, DR/ TV Drama, 1999.
- Rico i TAXA, DR/ TV Drama, 1999.
- Sjang i Sjang af Jens Martin Eriksen, DR/ TV-Teatret, 1994.
- Molina i Edderkoppekvindens kys af Manuel Puig, Det Ny Teater.
- Danny i Danny & Roberta af Patrick Shanley, DR/ TV-Teatret.
- Mikki i Alle elsker Debbie DR/TV-Teatret, 1988
- Sten Dahl i Én gang strømer… af Anders Refn, Nordisk Film/ Danmarks Radio.
- Mercutio i Romeo og Julie af William Shakespeare, Det Ny Teater.
- Ulrik Varnæs i Matador af Lise Nørgaard/ Erik Balling, Nordisk Film/ Danmarks Radio.

## Konsulentroller
- The War Campaign – Boris Bertram, 2013.
- Mercy Mercy – Katrine W. Kjær, 2012.
- The Monestary – Pernille Rose Grønkjær, 2006.
- Hospitalsbørn – Lars Bo Kimergaard, 2005.
- Den blå undulat – Jesper W. Nielsen, 2005.
- Halalabad Blues – Helle Ryslinge, 2002.
- Okay – Jesper W. Nielsen, 2002.
- Festen – Thomas Vinterberg, 1998.